# 今井信郎

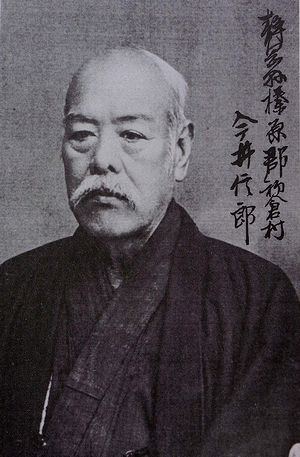
今井信郎

今井 信郎（いまい のぶお、天保12年10月2日（1841年11月14日） - 大正7年（1918年）6月25日）是從幕末活躍到明治時代初期的武士（幕臣）。參加京都見廻組、而暗中在近江屋事件中活躍著。維新後的明治11年（1878年）搬遷到榛原郡的初倉進行開墾（現在的靜岡縣島田市初倉地域）、創立發展自由民權運動的三養社並且擔任初倉村村長。平成15年（2003年）、當地為了表揚他開墾牧之原的事蹟而建立一座其住居遺跡的石碑。

## 經歷
天保12年（1841年）10月2日、出生於江戶本鄉湯島天神下（現在東京都文京區湯島）的幕臣之家。嘉永3年（1850年）、10歳時元服而命名叫作為忠。那年也進入湯島聖堂、學習和漢之道及繪畫。安政5年（1838年）、18歳加入直心影流・榊原鍵吉的門下並且在20歳時拿到免許皆傳的身分、而在講武所擔任師範代、在此也與勝海舟是同事、因此也有暗殺坂本龍馬的首謀者有勝參與的一說。
自創出片手打ち的獨特劍法但被其老師所封印起來。文久3年（1863年）、23歳擔任柔術師父而成為神奈川奉行所取締役・窪田鎮章的手下並且從窪田那邊學習扱心流体術。
之後以屬於幕府軍的遊撃隊的頭取身分前往京都、上京後、加入佐佐木只三郎的京都見廻組。
然後擔任翻譯英國的「歩兵操練・圖解」而組成幕府的洋式歩兵部隊的窪田鎮章及古屋佐久左衛門一起創立的衝鋒隊（是將鳥羽伏見之戰戰死的佐久間信久的第11連隊以及在戰爭中受重傷而死的窪田鎮章的第12連隊残存兵力集結組成的隊伍）的副隊長、並且一不停戰鬥到發生戊辰戰争的箱館。明治3年（1870年）、在箱館投降。
箱館戰争結束後、成為囚犯的今井信郎被訊問關於近江屋事件的經過並且自白與坂本龍馬的暗殺有關、因此遭判決而被囚禁起來、明治5年、受到特赦而被釋放。據說會釋放今井是來自於西鄉隆盛的求情、但現在卻沒有發現西鄉與今井的釋放有關的史料。
之後搬到靜岡縣榛原郡初倉村（現・靜岡縣島田市）務農、並且擔任初倉村的村議員及村長。當初迫害基督教、但在橫濱的教会中知道基督教的教義後，受到巨大的感動而為自己的作為感到羞愧、因此成為信徒並且在後半生中都貢獻於提升善良風俗的事業。在坂本直舉辦的坂本龍馬的法事中也有出席。